# Campaea margaritaria
Campaea margaritaria (Linnaeus 1761) је врста ноћног лептира (мољца) из породице Geometridae.

## Распрострањење и станиште
C. margaritaria је распрострањена широм Европе, Блиског истока и северне Африке. Насељава мешовите листопадне шуме укључујући и паркове. У Србији је релативно честа врста, ређа у Војводини него у осталим деловима, може се срести и на висинама преко 1000-1500 метара надморсске висине.

## Опис
Лептир има нежно бледозелена крила са јасним зелено-белим шарама у виду две линије на предњим и једне на задњем крилу. Као и код већине мољаца ове боје, зелена боја временом бледи, а старији примерци имају тенденцију да буду скоро чисто бели. Распон крила је 42–54 mm, при чему је женка генерално већа од мужјака. Јаја су глатка, дуго овална, жућкаста или светло сива а касније ружичаста са тамноцрвеним тачкама. Гусеница је сива, браон или браонкасто-зелена, обично са беличастим тачкама, сегменти јасно видљиви. Јавља се једна или две генерације годишње, лептир лети од јула до септембра. У Србији се најчешће бележи током јуна и у периоду август-септембар. Гусеница се храни различитим листопадним дрвећем, укључујући јабуку, букву, брезу, брест, глог, итд. Презимљава у стадијуму гусенице.

## Галерија
- лептир
- јаја
- гусеница
- гусеница
- гусеница
- лутка
- лептир

## Синоними
- Phalaena margaritata (Linnaeus, 1767)
- Campaea margaritata (Linnaeus, 1767)